# 阿哈米尔德卡梅罗斯
阿哈米尔德卡梅罗斯，是西班牙拉里奥哈自治区的一个市镇。总面积66平方公里，总人口75人（2001年），人口密度1人/平方公里。